# 小行星2377
小行星2377（2377 Shcheglov）是一颗围绕太阳公转的小行星。1978年8月31日，尼古拉·切爾尼赫在克里米亚发现了此天体。
該小行星以俄羅斯天文學家弗拉基米爾·彼得羅維奇·謝格洛夫（Vladimir Petrovich Shcheglov）命名。
这颗小行星的绝对星等为164.86175等。